# Факультет політичних наук і журналістики (Університет ім. Адама Міцкевича в Познані)
Факультет Політичних Наук та Журналістики Університету ім. Адама Міцкевича в Познані (пол. Wydział Nauk Politycznych i Dziennikarstwa Uniwersytetu im. Adama Mickiewicza w Poznaniu, WNPiD UAM) – один з 15 факультетів Університету ім. Адама Міцкевича в Познані, який на стаціонарній та заочній основах проводить навчання студентів на п'ятьох спеціальностях, котрі загалом класифікуються як політичні та журналістські науки. Будинок Факультету розташований у периферійній зоні Познані, на Мораску на вулиці Познанського Університету 5 (давніша Umultowska 89a).

## Декани
1. док. габ. Тадеуш Валлас (2008–2016)
2. док. габ. Анджей Стельмах (від 2016)

## Історія
Факультет створений рішенням Вченої ради Університету ім. Адама Міцкевича 17 грудня 2007 року. Формально Факультет почав діяти 1 січня 2008 року. Як частина загальної структури Університету та окремий базовий організаційний підрозділ, Факультет почав діяти 1 вересня 2008 року. 19 жовтня 2018 року Факультет відсвяткував своє 10-річчя.

## Спеціальності
На Факультеті є 5 спеціальностей:
- політологія
- міжнародні відносини
- журналістика та комунікація
- національна безпека
- управління державою

## Факультет у суспільних мережах
Факультет політичних наук і журналістики у соцмережі «Facebook» 

  WNPiD UAM  у соцмережі «Твіттер»

 WNPiD UAM  у соцмережі «Instagram» 

Канал Факультет політичних наук і журналістики на YouTube